# Gustav Dahl
Gustav Dahl, né le 21 janvier 1996 à Silkeborg au Danemark, est un footballeur danois qui évolue au poste d'arrière gauche au Silkeborg IF.

## Biographie

### En club
Né à Silkeborg au Danemark, Gustav Dahl est formé par le club de sa ville natale, le Silkeborg IF. Il signe son premier contrat professionnel à l'été 2014. Il joue son premier match en professionnel le 31 mai 2015, à l'occasion d'une rencontre de championnat contre l'Aalborg BK. Il entre en jeu à la place d'Adeola Lanre Runsewe (en) lors de ce match perdu par son équipe (1-2 score final).
Gustav Dahl n'est pas épargné par les blessures, pendant quatre ans il est régulièrement éloigné des terrains pour des problèmes notamment à la hanche qui nécessite plusieurs interventions chirurgicales,.
En février 2021, alors qu'il revient tout juste d'une longue blessure, il est nommé vice-capitaine de Silkeborg et prolonge son contrat avec le club jusqu'en juin 2023.

### En sélection nationale
Gustav Dahl joue deux matchs avec l'équipe du Danemark des moins de 20 ans en 2017, dont un en tant que titulaire.